# 瓦列里安·佐林
瓦列里安·亚历山德罗维奇·佐林，（俄语：Валериáн Алексáндрович Зóрин，1902年1月14日—1986年1月14日），苏联政治家、外交家。曾担任苏联外交部副部长；驻捷克斯洛伐克、西德、法国特命全权大使；苏联常驻联合国安理会代表。

## 生平
- 1902年1月14日出生于新切尔卡斯克。1922年加入俄共（布）。
- 1922年-1932年，俄共（布）莫斯科市委、苏联共青团中央委员会工作。
- 1932年-1935年，共产主义高等教育学院学习。
- 1935年-1938年，从事党务工作。
- 1939年-1941年，莫斯科师范学院副院长。
- 1941年-1942年，苏联外交人民委员部秘书长助理。
- 1942年，苏联外交人民委员部第四欧洲部部长助理。
- 1942年-1943年，苏联外交部副人民委员助理。
- 1943年-1945年3月，苏联外交人民委员部第四欧洲部部长。
- 1945年3月-1947年3月，驻捷克斯洛伐克共和国特命全权大使。1945年4月递交国书。
- 1947年3月-1955年11月，苏联外交部副部长。期间，1949年6月-1952年2月，苏联外交部新闻委员会主席。1952年10月-1953年3月，苏联驻联合国代表、驻联合国安理会代表。
- 1955年11月-1956年10月，驻德意志联邦共和国特命全权大使。1956年1月递交国书。
- 1956年10月-1965年3月，苏联外交部副部长。期间，1960年9月-1962年7月，苏联驻联合国代表、驻联合国安理会代表。
- 1965年3月-1971年9月，驻法兰西共和国特命全权大使。1965年4月递交国书。
- 1971年9月-1986年1月，苏联外交部无任所大使。期间，1980年-1986年1月，苏联驻联合国人权委员会代表。
- 1986年1月14日于莫斯科逝世，享年84岁。葬于新圣女公墓。

佐林是苏共22-23大代表；第20-21届中央候补委员，第22-23届中央委员。

## 荣誉
- 三次列宁勋章
- 十月革命勋章
- 三次劳动红旗勋章（1944,1952,1982）
- 荣誉勋章
- 各民族人民友谊勋章
- 纪念列宁诞辰一百周年奖章